# Lotus (Arashi)
Lotus è un brano musicale del gruppo musicale giapponese Arashi, pubblicato come loro trentacinquesimo singolo il 23 febbraio 2011. Il brano è incluso nell'album Beautiful World, tredicesimo lavoro del gruppo. Il singolo ha raggiunto la prima posizione della classifica Oricon dei singoli più venduti in Giappone, vendendo 625.935. Il singolo è stato certificato doppio disco di platino. Il brano è stato utilizzato come tema musicale del dorama Bartender con Masaki Aiba che interpreta il ruolo del protagonista.

## Tracce
CD Singolo JACA-5260
1. Lotus
2. ever
3. Boom Boom
4. Lotus (Original Karaoke) (Lotus（オリジナル・カラオケ）)
5. ever (Original Karaoke) (ever（オリジナル・カラオケ）)
6. Boom Boom (Original Karaoke) (Boom Boom（オリジナル・カラオケ）)

## Classifiche
| Classifica (2011) | Posizione più alta |
| ----------------- | ------------------ |
| Giappone (Oricon) | 1                  |